# 클루브 알미란테 브론
클루브 알미란테 브론(Club Almirante Brown)은 그란부에노스아이레스 외곽에 있는 라 마탄사 파르티도의 산 후스토에 본부를 두고 있는 아르헨티나의 종합 스포츠 클럽의 축구팀이다.
알미란테 브론은 현재 아르헨티나 축구 리그 시스템에서 2부 리그에 해당하는 프리메라 나시오날에서 활동하고 있는 축구팀이 가장 많이 알려져 있다. 홈 경기장은 같은 파르티도 지구의 이시드로 카사노바에 위치해 있다. 알미란테 브론은 또한 여성 축구팀도 보유하고 있다.
클럽에는 축구팀 외에도 농구, 권투, 펜싱, 하키, 풋살, 무예, 예술 롤러 스케이팅, 럭비 유니언, 테니스 부문에서 활동하고 있다.

## 선수 명단

### 현역
참고: FIFA 자격 규정에 따라 소속된 국가대표팀 국기를 표시합니다. 선수는 복수의 FIFA 비회원국 국적을 가지고 있을 수 있습니다.
| 번호 | 포지션 | 국적     | 이름                   |
| ---- | ------ | -------- | ---------------------- |
| -    | GK     | 파라과이 | 마누엘 페랄타 살리나스 |

| 번호 | 포지션 | 국적 | 이름 |
| ---- | ------ | ---- | ---- |

## 역대 감독
| 감독              | 임기 |
| ----------------- | ---- |
| 아틸리오 데마리아 | 1973 |